# Mali Obljaj
Mali Obljaj falu Horvátországban, Sziszek-Monoszló megyében. Közigazgatásilag Glinához tartozik.

## Fekvése
Sziszek városától légvonalban 40, közúton 54 km-re délnyugatra, községközpontjától légvonalban 14, közúton 30 km-re délnyugatra a Báni végvidék középső részén fekszik.

## Története
Az 1683 és 1699 között felszabadító harcokban a keresztény seregek kiűzték a térségből a törököt és a török határ az Una folyóhoz került vissza. Ezután a török uralom alatt maradt boszniai Unamentéről és Közép-Boszniából pravoszláv szerb családok érkeztek a felszabadított területekre. Obljaj benépesülése is ebben az időszakban kezdődött, majd több hullámban a 18. században is folytatódott. 1696-ban a szábor a bánt tette meg a Kulpa és az Una közötti határvédő erők parancsnokává, melyet hosszas huzavona után 1704-ben a bécsi udvar is elfogadott. Ezzel létrejött a Báni végvidék (horvátul Banovina), mely katonai határőrvidék része lett. 1745-ben megalakult a Glina központú első báni ezred, melynek fennhatósága alá ez a vidék is tartozott.
1881-ben megszűnt a katonai közigazgatás és Obljaj település részeként Zágráb vármegye Glinai járásának része lett. 1918-ban az új szerb-horvát-szlovén állam, majd később Jugoszlávia része lett. A második világháború idején a Független Horvát Állam része volt, de szerb lakossága fellázadt a fasiszta hatalom ellen. Közülük sokan partizánnak álltak. Itt szerveződött a nemzeti felszabadító hadsereg VIII. brigádja, melyre a faluban emléktábla emlékeztet. 1948-óta számítják önálló településnek. Lakosságát is ekkor számlálták meg először önállóan, eszerint 576-an laktak a faluban. A háborút követően a településen iskola, közösségi ház épült. A falu 1991. június 25-én jogilag a független Horvátország része lett, de szerb lakói a Krajinai Szerb Köztársasághoz csatlakoztak. A falut 1995. augusztus 8-án a Vihar hadművelettel foglalta vissza a horvát hadsereg. A lakosság többsége elmenekült. Később több, főként idős ember visszatért, de a falu ma a kihalás szélén áll. A településnek 2011-ben 34 lakosa volt, akik mezőgazdasággal és állattartással foglalkoztak.

## Népesség
| Lakosság változása | Lakosság változása | Lakosság változása | Lakosság változása | Lakosság változása | Lakosság változása | Lakosság változása | Lakosság változása | Lakosság változása | Lakosság változása | Lakosság változása | Lakosság változása | Lakosság változása | Lakosság változása | Lakosság változása | Lakosság változása |
| ------------------ | ------------------ | ------------------ | ------------------ | ------------------ | ------------------ | ------------------ | ------------------ | ------------------ | ------------------ | ------------------ | ------------------ | ------------------ | ------------------ | ------------------ | ------------------ |
| 1857               | 1869               | 1880               | 1890               | 1900               | 1910               | 1921               | 1931               | 1948               | 1953               | 1961               | 1971               | 1981               | 1991               | 2001               | 2011               |
| 0                  | 0                  | 0                  | 0                  | 0                  | 0                  | 0                  | 0                  | 576                | 627                | 540                | 450                | 352                | 221                | 40                 | 34                 |

(1931-ig lakosságát Obljaj néven Veliki Obljajhoz számították.)

## Nevezetességei
Urunk mennybemenetele tiszteletére szentelt szerb parochiális temploma a Glináról a boszniai Vrnogračra menő út jobb oldalán áll.. A templomot 1873-ban építették. 1942 januárjában az usztasa egységek súlyosan megrongálták. 1982-ben kívülről teljesen felújították, de belül továbbra is befejezetlen maradt. A délszláv háborút óta a templom zárva van.